# Zálesie (district de Senec)
Pour les articles homonymes, voir Zálesie.
Zálesie (allemand : Giebel ) est un village de Slovaquie situé dans la région de Bratislava.

## Histoire
Première mention écrite du village en 1940.

## Démographie

### Évolution de la population
| Année:               | 1994. | 2004.    | 2014.    | 2024.    |
| -------------------- | ----- | -------- | -------- | -------- |
| Nombre de personnes: | 710   | 925      | 1791     | 2297     |
| Différence:          |       | +30,28 % | +93,62 % | +28,25 % |

| Année:               | 2023. | 2024.   |
| -------------------- | ----- | ------- |
| Nombre de personnes: | 2280  | 2297    |
| Différence:          |       | +0,74 % |